# Arcidiecéze Milwaukee
Arcidiecéze Milwaukee je metropolitní arcidiecéze stejnojmenné římskokatolické církevní provincie, do níž mimo ni patří diecéze Green Bay, La Crosse, Madison a Superior. Arcibiskupství i katedrála sv. Jana Evangelisty se nacházejí v Milwaukee. Současným arcibiskupem je Jerome Edward Listecki (od 2009).

## Základní data
Diecéze o rozloze 4 758 čtverečních mil je rozdělena do 219 farností, které spravuje 358 diecézních a 343 řádových kněží a 166 trvalých jáhnů. Mezi 2 261 397 obyvateli je 731 516 (32 %) registrovaných katolíků.

## Historie
Diecéze Milwaukee byla založena papežem Řehořem XIV. 28. listopadu 1843, na arcidiecézi ji 12. února 1875 povýšil Pius IX.

## Externí odkazy

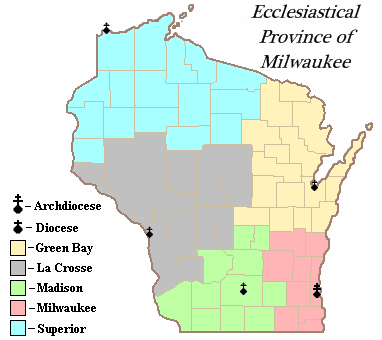
Provincie Milwaukee a její diecéze. Arcidiecéze Milwaukee je vpravo dole.